# 생거진천혁신도시도서관
생거진천혁신도시도서관(生居鎮川革新都市圖書館)은 대한민국 충청북도 진천군에 있는 도서관이다.

## 연혁
- 2015년 10월 생거진천혁신도시도서관 기본 및 실시 설계 수립
- 2016년 2월 생거진천혁신도시도서관 건립공사 착공
- 2017년 2월 생거진천혁신도시도서관 준공
- 2017년 3월 31일 생거진천혁신도시도서관 임시 개관
- 2017년 5월 16일 생거진천혁신도시도서관 개관식

## 이용 안내
이용 시간
휴관일
- 매주 월요일
- 국가에서 지정한 공휴일(일요일은 제외하며, 토·일요일이 공휴일과 겹치면 휴관)
- 도서관 및 기타 사정으로 도서관장이 정하는 날